# Krzywopłoty (Petite-Pologne)
Pour les articles homonymes, voir Krzywopłoty.
Krzywopłoty est une localité polonaise de la gmina de Klucze, située dans le powiat d'Olkusz en voïvodie de Petite-Pologne.